# 1891 dans les parcs de loisirs
| Années des parcs de loisirs : 1888 - 1889 - 1890 - 1891 - 1892 - 1893 - 1894    |
| Décennies des parcs de loisirs : 1860 - 1870 - 1880 - 1890 - 1900 - 1910 - 1920 |